# Nam Đông Hưng, Hưng Yên
Nam Đông Hưng là một xã thuộc tỉnh Hưng Yên, Việt Nam.

## Địa lý
Xã Nam Đông Hưng nằm ở phía nam của tỉnh Hưng Yên, có vị trí địa lý:
- Phía đông giáp xã Bắc Đông Quan và xã Đông Quan.
- Phía tây giáp xã Nam Tiên Hưng.
- Phía nam giáp phường Trà Lý và phường Trần Lãm.
- Phía bắc giáp xã Đông Tiên Hưng và xã Đông Hưng.

## Lịch sử
Ngày 16 tháng 6 năm 2025, Ủy ban Thường vụ Quốc hội ban hành Nghị quyết số 1666/NQ-UBTVQH15 về việc sắp xếp các đơn vị hành chính cấp xã của tỉnh Hưng Yên năm 2025. Theo đó, sắp xếp toàn bộ diện tích tự nhiên, quy mô dân số của xã Đông Hoàng (huyện Đông Hưng) và xã Xuân Quang Động thành xã mới có tên gọi là xã Nam Đông Hưng.